# Taggkornsnicka
Taggkornsnicka (Pohlia annotina) är en bladmossart som beskrevs av Lindberg 1879. Taggkornsnicka ingår i släktet nickmossor, och familjen Bryaceae. Arten är reproducerande i Sverige. Inga underarter finns listade i Catalogue of Life.